# Жозе Моуриньо
Жозе Моуриньо или Жозе Марио Дош Сантош Моуриньо Фелиш (на португалски: José Mário dos Santos Mourinho Félix, [ʒuˈzɛ moˈɾiɲu]) е португалски футболен треньор и футболист.
Син е на Фелиш Моуриньо, вратар в националния отбор на Португалия.

## Биография
Моуриньо е смятан за един от най-добрите европейски треньори, след като през четири последователни години печели трофеите на две национални първенства (през 2002/03; 2003/04 с „Порто“ печели шампионата на Португалия и през 2004/05; 2005/06 с „Челси“ в Англия), както и Купата на европейските шампиони и Купата на УЕФА с „Порто“ (съответно през 2002/03 и 2003/04). С ФК Интер става за 5-и пореден път шампион в Серия А, като през 2010 прави требъл спечелвайки Купата на Италия, Серия А и Шампионска лига.
През три последователни години (2004 и 2005) Моуриньо е провъзгласен за най-добър футболен треньор от Международната федерация по футболна история и статистика (IFFHS).
Известен е с доброто си самочувствие и скандалното си поведение. Моуриньо, освен с треньорските си познания и виждания за играта, впечатлява и с полиглотските умения, с които борави. Португалецът говори свободно вече 5-и език, като последният от неговата „колекция“ е италианският (преди това португалски, испански, английски и френски)

## Треньорска кариера

### Челси
Мориньо е треньор на Челси от 2004 до 2007 г. Печели Висшата лига през 2004/05 и 2005/06, ФА Къп през 2007 г. и Купата на Лигата през 2005 и 2007 г.
Мориньо е един от седмината (към февруари 2012 г.) мениджъри, печелили английското първенство, ФА Къп и Купа на Лигата.

### Интер
На 2 юни 2008 г. официално за наставник на ФК Интер е представен Жозе Мориньо. Подписва двегодишен договор с Интер, като за свой помощник избира Джузепе Барези – бивш футболист на отбора и треньор на примаверата. До края на трансферния прозорец, Мориньо привлича трима нови футболисти в клуба: бразилското крило Мансини (€12.5 милиона), ганайския полузащитник Съли Мунтари (€14 милиона) и португалското крило Рикардо Куарежма (€18 милиона плюс младия полузащитник на Интер – Пелѐ).
В първия си сезон начело на Интер, Мориньо печели италианската суперкупа и става шампион на страната – седемнадесета титла в историята на Интер. Въпреки това, неговия дебютен сезон се приема като провал от привържениците, след като Интер за поредна година отпада от турнира на шампионската лига (след загуба на осминафиналите от Манчестър Юнайтед), а в Копа Италия черно-сините са отстранени на полуфиналите от Сампдория.
След напускането на бразилския таран Адриано, аржентинското дуо Хулио Крус – Ернан Креспо и отказването на ветерана Луиш Фиго, за предстоящия сезон Моуриньо привлича Диего Милито и Тиаго Мота от отбора на ФК Дженоа.
Трансферът, който намира най-голям световен отзвук, обаче е на камерунския нападател Самюел Ето'о, който пристига в отбора като част от сделката между Интер и ФК Барселона за шведската звезда Златан Ибрахимович. На 27 август 2009 г. от Реал Мадрид в Интер идва и холандският креативен полузащитник Уесли Снейдер, който още с дебюта си – в Дербито на Милано, спечелено с 0 – 4, печели и симпатиите на всички черно-сини привърженици. Именно в този мач два от головете вкарват другите нови покупки – Мота и Милито.

### Реал Мадрид
Моуриньо е треньор на Реал Мадрид от 2010 г. Печели Купата на краля през 2011, Премиер дивизион през 2012 и Суперкупата на Испания през 2012.

### Челси
На 3 юни 2013 Жозе подписва 4-годишен договор с Челси.
По време на втория си период при „сините“ от Лондон, Моуриньо печели титлата на Англия и Купата на Лигата през сезон 2014/15.
На 7 август 2015 г., Моуриньо подписва нов 4-годишен договор с Челси. По този начин „сините“ обвързват португалеца до 2019 г.
Заради крайно незадоволителните резултати в началото на сезон 2015/16, на 17 декември 2015 г. ФК Челси и Жозе Моуриньо се разделят за втори път, този път по „взаимно съгласие“. Португалецът оставя тима в дълбока криза, само на няколко точки от зоната на изпадащите, с едва 11 пункта след 12 двубоя.

### Манчестър Юнайтед
На 27 май 2016 г., Моуриньо подписава тригодишен договор с Манчестър Юнайтед, с опция да остане в клуба поне до края на 2020.

### Тотнъм
На 20 ноември 2019 г., Моуриньо подписва договор с Тотнъм до края на сезон 2022/23, заменяйки на поста уволнения Маурисио Почетино. На 19 април 2021 г. е уволнен, защото отказва да изведе отбора на „шпорите” на тренировъчното игрище, след решението на ръководството клубът да вземе участие в бъдещата Европейска Суперлига.

### Рома
На 4 май 2021 г., Моуриньо е обявен за треньор на италианския гранд Рома.

## Успехи
Включват както успехите като треньор, така и личните успехи.

### Треньорски
В периода от 2002 г. до „в развитие“
 Порто (2002 – 2004)
- Шампион на Португалия (2): 2002 – 03, 2003 – 04
- Купа на Португалия (1): 2002 – 03
- Суперкупа на Португалия (1): 2003
- Шампионската лига (1): 2003 – 04
- Купата на УЕФА (1): 2002 – 03

 Челси (2004 – 2007)
- Шампион на Англия (2): 2004 – 05, 2005 – 06
- ФА Къп (1): 2006 – 07
- Купа на Футболната лига (2): 2004 – 05, 2006 – 07
- Къмюнити Шийлд (1): 2005

 Интер (2008 – 2010)
- Шампион на Италия (2): 2008 – 09, 2009 – 10
- Купа на Италия (1): 2009 – 10
- Суперкупа на Италия (1): 2008
- Шампионската лига (1): 2009 – 10

 Реал Мадрид (2010 – 2013)
- Шампион на Испания (1): 2011 – 12
- Купа на краля (1): 2010 – 11
- Суперкупа на Испания (1): 2012

 Челси (2013 – 2015)
- Шампион на Англия (1): 2014 – 15
- Купа на Футболната лига (1): 2014 – 2015

 Манчестър Юнайтед (2016 – 2018)
- Къмюнити Шийлд (1): 2016
- Лига Европа (1): 2016 – 17
- Купа на Футболната лига (1): 2016 – 2017

 Рома (2021 –  2024)
- Лига на конференциите (1): 2021/22

### Индивидуални
- Примейра Лига Треньор на годината (2): 2002 – 03, 2003 – 04
- Треньор на годината в Английската Висша Лига (3): 2004 – 05, 2005 – 06, 2014 – 15
- Треньор на месеца в Английската Висша Лига (3): ноември 2004, януари 2005, март 2007, ноември 2020
- Треньор на годината в Серия А (2): 2008 – 09, 2009 – 10
- Golden Bench (Златна пейка) (1): 2009 – 10
- Приз „Мигел Муньос“ на испанския вестник „Марка“ (2): 2010 – 11, 2011 – 12
- Награда за Треньор на годината на УЕФА (2): 2002 – 03, 2003 – 04
- Отбор на годината на УЕФА (4): 2003, 2004, 2005, 2010
- Европейски треньор на годината (Onze d'Or) (2): 2005, 2010